# نفل بيروتي
النفل البيروتي (باللاتينية: Trifolium berytheum) نوع نباتي من جنس النفل من الفصيلة البقولية.

## الموئل والانتشار
موطنه الأصلي بلاد الشام وتركيا.

## مرادفات للاسم العلمي
- (باللاتينية: Trifolium alexandrinum subsp. berytheum (Boiss. & C. I. Blanche) Ponert)